# Ayana Onozuka
Ayana Onozuka ( (小野塚 彩那?, Onozuka Ayana); 23 marzo 1988) è una sciatrice freestyle giapponese, specialista dell'halfpipe.

## Biografia
In Coppa del Mondo ha esordito il 9 dicembre 2011 a Copper Mountain (35ª) e ha ottenuto il primo podio il 22 agosto 2012 a Cardrona (3º).
In carriera ha partecipato a due edizioni dei Giochi olimpici invernali, Soči 2014 (3ª nell'halfpipe e Pyeongchang 2018 (5ª nell'halfpipe), e a due dei Campionati mondiali, vincendo due medaglie.

## Palmarès

### Olimpiadi
- 1 medaglia:
  - 1 bronzo (halfpipe a Soči 2014)

### Mondiali
- 2 medaglie:
  - 1 oro (halfpipe a Sierra Nevada 2017)
  - 1 bronzo (halfpipe a Oslo-Tryvann 2013)

### Winter X Games
- 4 medaglie:
  - 3 argenti (superpipe ad Aspen 2015; superpipe ad Aspen 2016; superpipe ad Aspen 2017)
  - 1 bronzo (superpipe a Oslo 2016)

### Coppa del Mondo
- Miglior piazzamento in classifica generale: 6ª nel 2013
- Vincitrice della Coppa del Mondo di halfpipe nel 2015 e nel 2016
- 14 podi:
  - 2 vittorie
  - 5 secondi posti
  - 7 terzi posti

#### Coppa del Mondo - vittorie
| Data             | Luogo            | Paese       | Disciplina |
| ---------------- | ---------------- | ----------- | ---------- |
| 28 febbraio 2015 | Park City        | Stati Uniti | HP         |
| 23 gennaio 2016  | Mammoth Mountain | Stati Uniti | HP         |

Legenda:

HP = Halfpipe